# Hrčeľ
Hrčeľ este o comună slovacă, aflată în districtul Trebišov din regiunea Košice. Localitatea se află la altitudinea de 133 m deasupra n.m., se întinde pe o suprafață de 9,99 km2 și în 2017 număra 1.074 de locuitori.

## Istoric
Localitatea Hrčeľ este atestată documentar din 1332.

## Demografie
| An:                | 1994 | 2004   | 2014    | 2024    |
| ------------------ | ---- | ------ | ------- | ------- |
| Număr de persoane: | 777  | 798    | 999     | 1162    |
| Diferență:         |      | +2,70% | +25,18% | +16,31% |

| An:                | 2023 | 2024   |
| ------------------ | ---- | ------ |
| Număr de persoane: | 1141 | 1162   |
| Diferență:         |      | +1,84% |